# Jakkanaikanakoppa, Sampgaon
Jakkanaikanakoppa là một làng thuộc tehsil Sampgaon, huyện Belgaum, bang Karnataka, Ấn Độ.